# Dasycondylus
Dasycondylus, rod glavočika iz podtribusa Alomiinae, dio tribusa Eupatorieae. Sastoji se od 9 vrsta iz Južne Amerike

## Opis
Dasycondylus uključuje 8 južnoameričkih vrsta (danas 9) uglavnom ograničenih na Brazil, a jedna se proteže na Boliviju i Peru. Ima pubescentnu bazu kao i stožasti receptakul (cvjetište) i pubescentne cipsele koje imaju uočljiv karpopodij.

## Vrste
1. Dasycondylus debeauxii (B.L.Rob.) R.M.King & H.Rob.
2. Dasycondylus dusenii R.M.King & H.Rob.
3. Dasycondylus hirsutissimus (Baker) R.M.King & H.Rob.
4. Dasycondylus lobbii (Klatt) R.M.King & H.Rob.
5. Dasycondylus platylepis (Baker) R.M.King & H.Rob.
6. Dasycondylus regnellii R.M.King & H.Rob.
7. Dasycondylus resinosus (Spreng.) R.M.King & H.Rob.
8. Dasycondylus riedelii R.M.King & H.Rob.
9. Dasycondylus santosii R.M.King & H.Rob.

## Sinonimi
Nema.